# Kissya Costa
Kissya Cataldo da Costa (Uberlândia, 25 de junho de 1982) é uma remadora brasileira.

## Biografia
Kissya começou no remo após ser convencida por um chefe do banco em que estagiava; no ano de 2000, começou a remar pelo Clube de Regatas do Flamengo, clube que defendeu até 2011.
Disputou sua primeira competição pela seleção brasileira, em 2002. Nos Jogos Sul-Americanos de 2006, em Buenos Aires, foi medalha de bronze no dois sem. Nos Jogos Pan-Americanos de 2007, no Rio de Janeiro, terminou na sexta colocação. Nos Jogos Sul-Americanos de 2010, em Medellín, conquistou a medalha de prata no skiff, no quádruplo skiff e no dois sem. Em 2011 passou a defender o Club de Regatas Vasco da Gama.
Integrou a delegação nacional que disputou os Jogos Pan-Americanos de 2011 em Guadalajara, no México.
Obteve a vaga para os Jogos Olímpicos de Verão de 2012, em Londres, depois de ficar com o quinto lugar no Torneio Pré-Olímpico de Tigres, na Argentina. Participou de algumas provas nessa edição olímpica, mas precisou deixar a vila olímpica, após testar positivo no exame antidoping preventivo.
Em 2022, Kissya participou do Campeonato Brasileiro Interclubes de Remo e Pararemo, conquistando o 2º lugar na categoria Four Skiff Feminino Senior junto com Antonia Mota, Fernanda Ferreira, Gabriela Sales.